# Jack Russell terrier

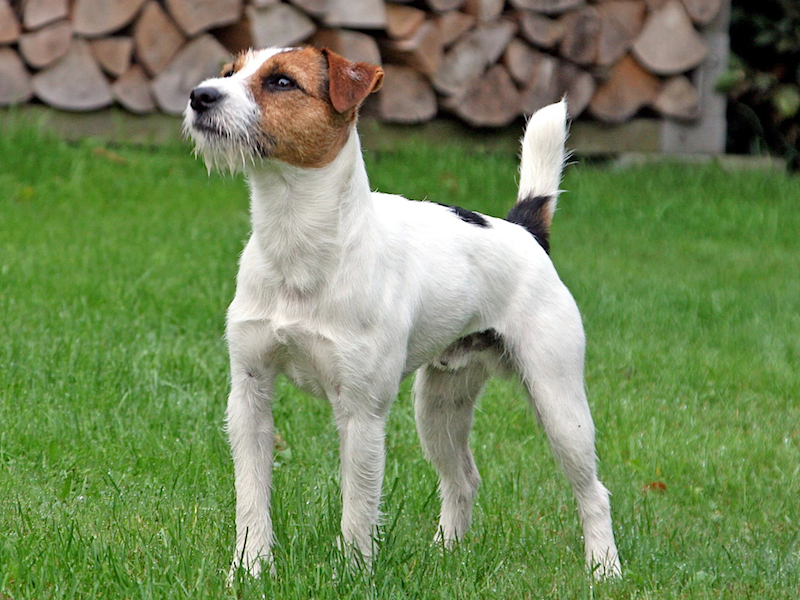

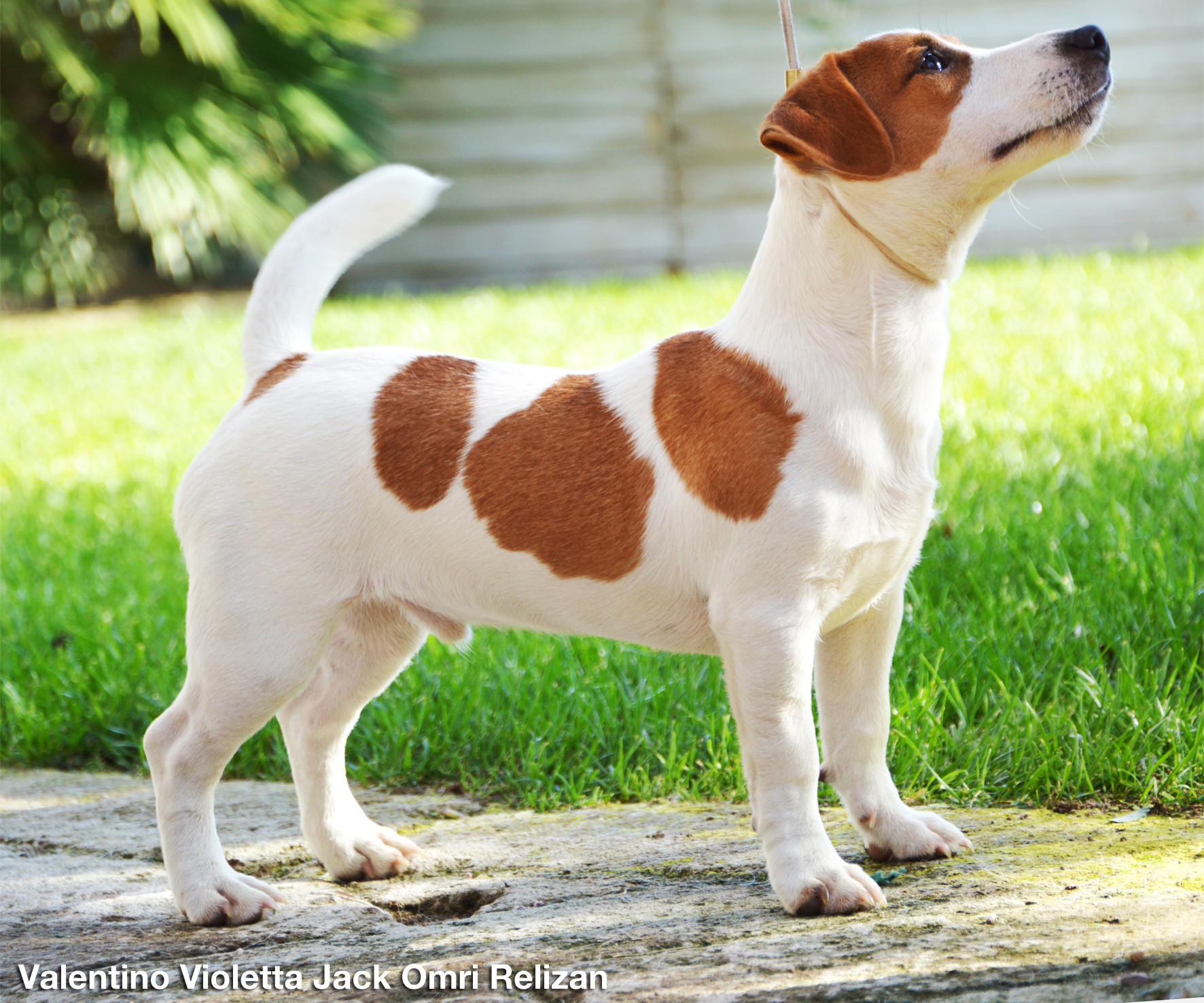

A Jack Russell-terrier egy jellegzetesen angol eredetű kutyafajta, amelyet Jack Russell, egy szenvedélyes angol plébános és kutyatenyésztő hozott létre a 19. században. A fajta a drótszőrű foxterrier és más hagyományos angol terrierek keresztezésével született, kifejezetten azzal a céllal, hogy kisebb vadállatok – például rókák, borzok és rágcsálók – előcsalogatására és vadászatára alkalmas, fürge segítőtárs legyen.

## Kinézete, tulajdonságai
- Felépítése: A Jack Russell-terrier kisméretű, izmos testalkatú kutya, amelynek feszes izomzata és rövid lábai mozgékonyságot és robbanékonyságot kölcsönöznek neki. Háta egyenes vonalú, farkát magasan tartja, gyakran szinte vibrál az éberségtől. Lábai erőteljesek, jól láthatóan kidolgozott izomzattal, mancsa pedig a macskákéra emlékeztető, fürge tappancs.
- Feje: Kis méretű, arányos, V alakú fülei előrehajlanak, figyelmes tekintetet kölcsönözve neki. Szemei mandula formájúak, élénkek és értelmesek, harapása pedig ollószerűen pontos.
- Marmagassága: Maximum 37 cm lehet, de a leggyakoribb tartomány 22–28 cm, ami ideális a kotorékmunkához.
- Testtömege: Általában 5-6 kg, az FCI szabvány szerint 5 cm marmagasságonként 1 kg súly megengedett.[1]
- Szőrzete: Két rétegből – fedő- és aljszőrzetből – áll, és két változatban ismert: sima és szálkás. Mindkettő erős, merev szálú, sűrű és egyenes, a szálkás szőrzet sem göndörödik vagy gyapjasodik, így ellenáll az időjárás viszontagságainak.
- Színváltozatok: A kívánatos alapszín a fehér, amelyet a fejen és a faroktőnél fekete, barna, citromsárga vagy fekete-cser rajzolat díszít. A csíkos mintázat nem elfogadott, a fajta tisztaságát a letisztult színkombinációk őrzik.
- Táplálékigénye: Naponta körülbelül 600 g eledelre van szüksége, igazodva mozgékony életmódjához.
- Alomszáma: Egy alomban 4-10 kölyök születhet, ami változó, de a fajta vitalitását jól mutatja.
- Várható élettartama: 10-14 év, amit megfelelő gondoskodással akár meg is lehet hosszabbítani.
- Alkalmazása: Gyakran tartják farmokon és gazdaságokban, ahol a rágcsálók és kártevők irtásával felbecsülhetetlen segítséget nyújt. Házi kedvencként is remek választás, ám aki mellette dönt, fel kell készülnie egy sportos, aktív életmódra, hogy lépést tudjon tartani kutyája kifogyhatatlan energiájával. Ha kutyás sportokat, például agility-t[2] vagy flyball-t[3] szeretnénk űzni vele, a labdás akadályversenyek tökéletes választások, hiszen ezek kihozzák a benne rejlő fürgeséget és játékosságot.

## Jelleme
A Jack Russell-terrier egy rendkívül kitartó, bátor és kíváncsi természetű kutya, amelynek játékos kedve és hatalmas mozgásigénye azonnal feltűnik. Önbizalma fejlett, akaratát szinte mindig keresztülviszi, és a kan egyedeknél nem ritka a domináns fellépés sem. Magas intelligenciája miatt soha nem szabad alábecsülni: értelmét kihasználva kell nevelni, hogy harmonikus társ váljon belőle.
Kiváló jelzőebként működik, éberen figyeli a környezetét, és ugatással jelzi a legkisebb változást is – ezt azonban következetes neveléssel mérsékelni lehet. Nagyon szereti gazdája és családja társaságát, de egyedül is remekül feltalálja magát. Ha kölyökkorától fogva szocializálják, általában jól kijön más kutyákkal, bár a kanok időnként szemtelenül és meggondolatlanul viselkedhetnek fajtársaikkal szemben, különösen más kanokkal.
A macskák társaságát elviseli, főleg ha együtt nő fel velük, de az idegen macskákat gyakran megkergeti, vadászösztöne miatt. A gyerekekkel barátságos, strapabíró felépítése sok mindent kibír, ám nem tűri, ha túlzottan eluralkodnak rajta. Házőrzésre nem alkalmas: az idegenekkel kissé bizalmatlan, de ennél több védelemre nem képes.

## Általános gondozási tudnivalók
A Jack Russell-terrier szőrzete nem túl igényes, ám némi figyelmet azért kíván. A sima szőrű változatot hetente egyszer, vedlés idején naponta érdemes átkefélni, hogy a kihulló szőrszálakat eltávolítsuk. A szálkás szőrű egyedeket évente három-négyszer nyírni kell, hogy az elhalt szőr ne maradjon a bundában, és az új szőrzet szépen kifejlődhessen. Körmeit rendszeresen vágni szükséges, hogy ne nőjenek túl.
Mozgásigénye óriási: egy rövid, félórás séta messze nem elégíti ki. Lakásban tartása nem ajánlott, de ha mégis erre kényszerül, a gazdának fokozottan kell ügyelnie arra, hogy napi négy-öt rövid, 15-30 perces sétával, futtatással biztosítsa a kutya energialevezetését. Ez alatt az ürítést is elvégzi, és hidegben sem fázik meg. Imádja a feladatokat, a szaladgálást, a labdázást és az ásást – utóbbira különösen érdemes figyelni. A kertben tartott kutya számára elengedhetetlen a biztonságos kerítés, mert hajlamos alagutakat ásni és engedély nélkül felfedezőútra indulni. Kotorékebként a rágcsálók vadászata a kedvenc időtöltése, így nem meglepő, ha póráz nélkül apróbb állatok nyomába ered. Éppen ezért kulcsfontosságú, hogy a Hozzám! parancsot minden helyzetben tökéletesen teljesítse.

## Nevelése
A Jack Russell-terrier neveléséhez elsősorban végtelen türelem és szilárd következetesség szükséges. Rendkívül konok természetű, és minden lehetőséget megragad, hogy saját akaratát érvényesítse. A következetesség elengedhetetlen: ha a gazda egyszer is enged, a kutya azonnal észreveszi a gyengeséget, és átveszi az irányítást. Hatásos nevelése csak akkor lehetséges, ha ezt a szigort minden pillanatban fenntartjuk. Ugyanakkor a durvaságot kerülni kell, mert érzékeny lelke gyorsan ráhangolódik a gazdára, és a gorombaság inkább eltávolítja.
Ha a gazda nem elég határozott, a Jack Russell trükkök sorát veti be, hogy kijátssza őt – ehhez pedig bőséges eszköztára van. Az ugatást kölyökkortól kezdve érdemes mérsékelni, és a Hozzám! parancs feltétel nélküli betartását kell elérni. Sosem szabad elvárni, hogy teljesen levetkőzze terrieres karakterét, hiszen ez adja a fajta báját. Sok játékkal, pozitív motivációval és az egyedi kutya személyiségéhez igazított módszerekkel lehet sikert elérni. Néha kompromisszumokra is szükség van: örüljünk, ha hívásra visszajön, és ne várjuk, hogy tökéletesen igazodjon vagy pórázon military módon ügessen – a cél a kulturált, kiegyensúlyozott viselkedés.

## Egyéb
Bár a Nemzetközi Kinológiai Szövetség (FCI) hivatalosan még nem ismerte el a Jack Russell-terriert önálló fajtaként, több nemzeti szövetség – például Hollandia, Írország és Ausztrália – már megtette ezt. Az FCI a „normális lábú” változatot a 3. fajtacsoportba sorolja, ami a fajta sokszínűségét és eltérő megítélését jelzi.

## Megjelenése filmben
- A Maszk (1994) ...Milo
- Crimson Tide (1995)
- Kutyám, Skip (2000)